# فريتز دي كورفان
فريتز دي كورفان (بالفرنسية: Fritz de Quervain)‏ هو طبيب سويسري ولد في سيون في 4 أيار 1868 وتوفي في 24 كانون الثاني 1940، اشتهر بأبحاثه في مرض الدرقية.
حصل على شهادة الدكتوراه من جامعة برن عام 1892، ثم صار مديرا لقسم الجراحة في مستشفى في لا شو دو فون في كانتون نيوشاتل.
في عام 1910، عين مسؤولا عن قسم الجراحة في جامعة بازل. وفي عام 1918، عين استاذا للجراحة في برن ومديرا المستشفى الجامعي (Inselspital).
نشر فريتز دي كورفان العديد من الأبحاث حول مرض الغدة الدرقية، شملت انتشاره وحتى تقنيات عمليات استئصال الدرقية. وكان كتابه (التشخيص الجراحي الخاص (بالألمانية: Spezielle chirurgische Diagnostik)) كتابه مرجعيا مهما في زمانه.
كان مسؤولا عن اختراع ملح الطعام المدعم باليود لمنع الدراق. وهنالك مرضين يحملان اسمه:
- التهاب الغدة الدرقية لدي كورفان
- متلازمة دي كورفان

## روابط خارجية
- فريتز دي كورفان في من سمى هذا؟